# كارل إميل كريستيانسن
كارل إميل كريستيانسن (بالدنماركية: Carl Emil Christiansen)‏ هو مدرب كرة قدم ولاعب كرة قدم دنماركي، ولد في 31 ديسمبر 1937 في إيسبيرغ في الدنمارك، وتوفي بنفس المكان في 15 يناير 2018. شارك مع منتخب الدنمارك لكرة القدم. أما مع النوادي، فقد لعب مع نادي إيسبيرغ.

## وصلات خارجية
- كارل إميل كريستيانسن على موقع الاتحاد الأوربي (الإنجليزية)
- كارل إميل كريستيانسن على موقع قاعدة بيانات كرة القدم.إي يو (الإنجليزية)
- كارل إميل كريستيانسن على موقع ناشيونال فوتبول تيمز (الإنجليزية)